# لشکر سیصد و سی و هفتم پیاده‌نظام (ورماخت)
لشکر ۳۳۷ام پیاده‌نظام (آلمانی: 337. Infanterie-Division) از لشکرهای وابسته به آلمان نازی در جنگ جهانی دوم بود که در ۱۶ نوامبر ۱۹۴۰ در کمپتن ایم آلتگاو به وجود آمد.این لشکر در ژوئیه ۱۹۴۴ در جبهه شرقی نابود شد.

## فرماندهان
- کارل اشپانگ (۱۶ نوامبر ۱۹۴۰ - ۲ می ۱۹۴۱)
- کورت پفلیگر (۱۹ می ۱۹۴۱ - ۱۵ مارس ۱۹۴۲)
- اریش مارکس (۱۵ مارس - ۲۰ سپتامبر ۱۹۴۲)
- اوتو شونمان (۵ اکتبر ۱۹۴۲ - ۲۷ دسامبر ۱۹۴۳)
- والتر شلر (۲۷ دسامبر ۱۹۴۳ - ژوئیه ۱۹۴۴)